# Blendio
Blendio é uma comuna rural do sul do Mali da circunscrição de Sicasso e região de Sicasso. Segundo censo de 1998, havia 10 330 residentes, enquanto segundo o de 2009, havia 18 207. A comuna inclui 1 cidade e 13 vilas.